# پاسلک
پاسلک (به لاتین: Pasłęk) یک شهر و گمینا در لهستان است که در گمینا پاسونک واقع شده‌است. پاسلک ۱۱٫۳۹ کیلومتر مربع مساحت و ۱۲٬۱۷۹ نفر جمعیت دارد.

## خواهرخوانده
شهرهای اتسهوهه و La Couronne خواهرخوانده‌های پاسلک هستند.